# 만일회
만일회(萬日會)는 정토종(淨土宗)에서 하는 불교 행사의 하나, 극락세계 아미타불회(阿彌陀佛會)에 재생하기를 기원하고 천일(千日) 또는 만일(萬日)간을 큰 소리로 "나무아미타불"을 부르며 도를 닦는 것을 말한다.
한국에서도 신라 경덕왕 6년(747)에 금강산 건봉사(乾鳳寺)에서 2백여 명이 모여 만일회를 열고, 혜공왕 11년(775)에 마쳤는데, 그중 31명의 승려가 서방 극락세계를 향하고 앉아 열반에 들어갔다 한다.
조선 후기에 다시 미타신앙이 성행하면서 만일회도 부흥되어 건봉사 · 망월사(望月寺) 등에서 세 번이나 열렸다고 한다.

## 관련 유물
《한미산 흥국사 만일회비》는 경기도 고양시 덕양구 지축동에 있다. 2014년 6월 9일 고양시의 향토유적 제62호로 지정되었다.

## 참고 문헌
- 이 문서에는 다음커뮤니케이션(현 카카오)에서 GFDL 또는 CC-SA 라이선스로 배포한 글로벌 세계대백과사전의 내용을 기초로 작성된 글이 포함되어 있습니다.